# Virus de l'encéphalite équine vénézuélienne
Alphavirus venezuelan
Espèce
Synonymes
- Venezuelan equine encephalitis virus (ICTV, 1971)

 Mise en garde médicale
Le virus de l'encéphalite équine vénézuélienne, Alphavirus venezuelan, est un agent pathogène d'origine virale transmis par les moustiques et qui provoque l’encéphalite équine vénézuélienne ou encéphalomyélite. Le virus peut affecter toutes les espèces équines, telles que les chevaux, les ânes et les zèbres. Après l'infection, les équidés peuvent mourir subitement ou présenter des troubles du système nerveux central  d’évolution progressive. Les humains peuvent aussi contracter cette maladie. Les adultes en bonne santé qui contractent l'infection par le virus peuvent présenter des symptômes grippaux, tels qu’une forte fièvre et des maux de tête. Les personnes dont le système immunitaire est affaibli, les jeunes enfants et les personnes âgées peuvent tomber gravement malades ou mourir de cette maladie.
Le virus responsable de la maladie est principalement transmis par les moustiques qui piquent un animal infecté, puis piquent pour se nourrir un autre animal ou un humain. La rapidité avec laquelle la maladie se propage dépend du sous-type de virus et de la densité des populations de moustiques. Les sous-types enzootiques sont responsables de maladies endémiques dans certaines régions. En général, ces sérotypes ne se propagent pas à d'autres localités. Les sous-types enzootiques sont associés à un cycle de transmission rongeurs moustiques. Ces formes du virus peuvent provoquer une maladie humaine, mais ils n'affectent généralement pas la santé des équidés.
Les sous-types épizootiques, d'autre part, peuvent se répandre rapidement à travers de vastes populations. Ces formes du virus sont hautement pathogènes pour les équidés et peuvent également affecter la santé humaine. Les équidés, plutôt que les rongeurs, sont les principales espèces animales qui portent et transmettent la maladie. Les équidés atteints développent alors une énorme quantité de virus dans leur système circulatoire. Quand un insecte suceur de sang se nourrit sur ces animaux, il récolte le virus et le transmet à d'autres animaux ou aux humains. Bien que d'autres animaux comme les bovins, les porcs et les chiens, puissent être infectés, ils ne présentent généralement pas de signes de la maladie et ne contribuent pas à sa propagation.
Le virion est sphérique et son diamètre est d'environ 70 nm. Il possède une membrane lipidique avec une glycoprotéine de surface et des protéines réparties sur le pourtour extérieur. Les matériaux du noyau sont entourés d’une nucléocapside de symétrie isocaédrique de T = 4, et d'environ 40 nm de diamètre.

## Sous-types du virus
Des tests sérologiques effectués sur ce virus  ont montré la présence de six sous-types différents (classé de I à VI). Ceux-ci ont reçu des noms de sous-types, comme Mucambo, Tonate et Pixuna. Il existe sept variantes différentes à l’intérieur du sous-type I, et trois de ces variantes, A, B et C sont des souches épizootiques.

## Épidémies du virus de l’encéphalite équine vénézuélienne
Des foyers du virus de l'encéphalite équine du Venezuela se sont déclarés en Amérique centrale et dans les pays sud-américains. Ce virus a été isolé en 1938, et des flambées ont été signalées dans de nombreux pays depuis lors. Le Mexique, la Colombie, le Venezuela et les États-Unis sont quelques-uns des pays qui ont signalé des flambées épidémiques. 
Entre décembre 1992 et janvier 1993, l'État vénézuélien de Trujillo a connu une épidémie provoquée par ce virus. Au total, 28 cas de maladie ont été signalés dont 12 ont entrainé le décès. 
En juin 1993 est survenue une épidémie plus importante, puisqu’elle a entraîné la mort de 55 personnes ainsi que de 66 équidés. 
Un épisode beaucoup plus important s'est produit au Venezuela et en Colombie en 1995. Le 23 mai 1995, des cas semblables à l’encéphalite  équine ont été signalés dans la partie nord-ouest du pays. Finalement, l'épidémie s'est étendue davantage vers le Nord comme vers le Sud. L’épidémie a provoqué environ 11 390 cas de fièvre chez l'homme ainsi que 16 décès. Environ 500 cas équins ont été signalés avec 475 morts. 
Une épidémie de cette maladie a eu lieu en Colombie en septembre 1995. Cette épidémie a entraîné 14 156 cas humains qui sont attribuables au virus de l'encéphalite équine du Venezuela avec 26 décès humains. 
Une explication possible de la gravité de ces foyers a été la quantité de pluie particulièrement importante qui est tombée. Cela pourrait avoir entraîné une prolifération de moustiques qui pourraient être vecteurs de la maladie. Une explication plus plausible met en cause la déforestation qui a provoqué un changement des espèces de moustiques. Culex taenopius  qui préfèrent les rongeurs a été remplacés par Ochlerotatus Taeniorhynchus qui est plus susceptible de piquer les humains et les grands animaux comme les équidés.

## Utilisation comme arme biologique
Lorsque le programme américain d’armes biologiques a pris fin en 1969 ce virus était l'un des sept qui avaient été utilisés pour élaborer des armes biologiques produites industriellement. 

## Informations récentes
En avril 2009, le US Army Medical Research Institute of Infectious Diseases, à Fort Detrick a signalé que l’on avait constaté la disparition d’échantillons du virus de l'encéphalite équine du Venezuela au cours de l'inventaire d'échantillons stockés par un centre de recherche. Il a également été signalé que les échantillons étaient probablement parmi ceux qui avaient été détruits à la suite du dysfonctionnement d’un congélateur.

## Référence biologique
- (en) ICTV : Venezuelan equine encephalitis virus  (consulté le 28 février 2021)